# تاريخ إثني

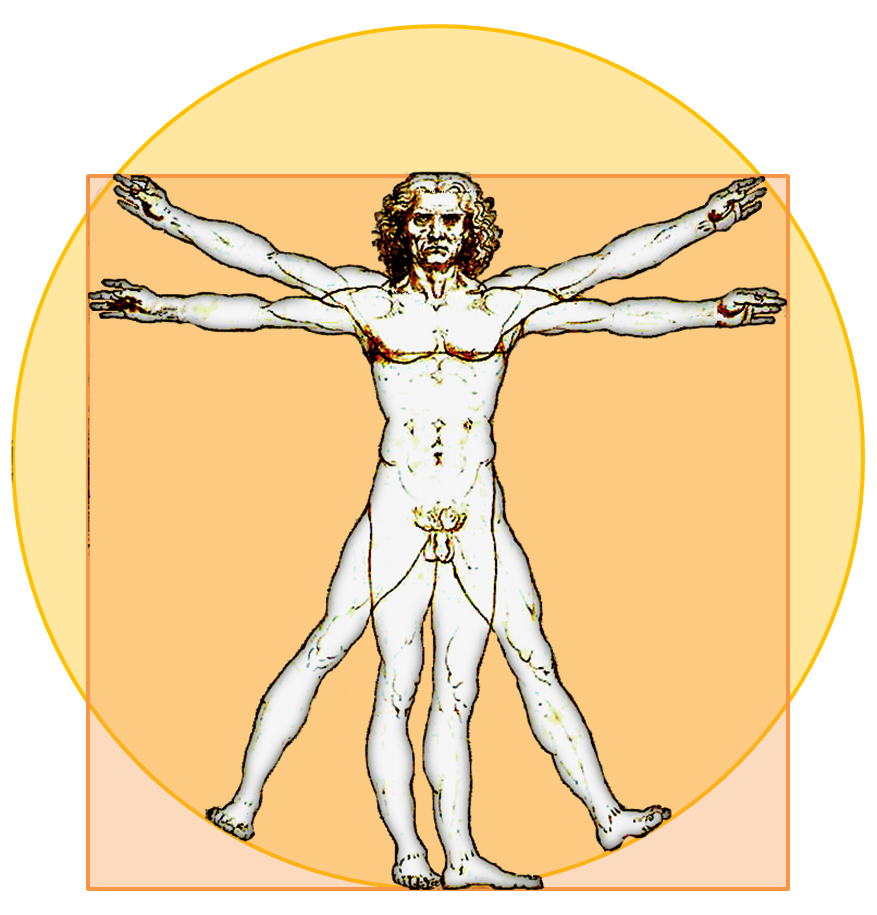

يُعرف التاريخ الإثني على أنه دراسة ثقافات الشعوب الأصلية وعاداتهم من خلال فحص السجلات التاريخية ومصادر المعلومات الأخرى المتحدثة عن حياتهم وتاريخهم. يشتمل التاريخ الإثني أيضًا على دراسة تاريخ المجموعات العرقية المختلفة التي قد تكون ما تزال موجودة أو حتى غير الموجودة حاليًا. يستخدم المصطلح بشكل شائع عند الكتابة عن تاريخ الأمريكتين.
يستخدم التاريخ الإثني كل من البيانات التاريخية والإثنوغرافية ويعتبرها أساسًا له. تتعدى طرقه ومواده التاريخية الاستخدام القياسي للوثائق والمخطوطات. يستخدم الممارسون مواد المصادر مثل الخرائط، والموسيقى، واللوحات، والتصوير الفوتوغرافي، والفلكلور، والتقاليد الشفوية، واستكشاف المواقع والمواد الأثرية، ومجموعات المتاحف، والعادات، واللغة، والأسماء المستعارة.

## التطور التاريخي
يمتلك العلماء الذين يدرسون تاريخ السكان الأصليين في المكسيك تقليدًا طويلًا يعود تاريخه إلى الحقبة الاستعمارية؛ استخدموا النصوص الأبجدية وغيرها من المصادر من أجل كتابة تاريخ الشعوب الأصلية في المكسيك. ساهم كتيب الهنود الحمر في أمريكا الوسطى -الذي حرره عالم الآثار روبرت واشوب- في إنشاء مجلدات متعددة على تاريخ أمريكا الوسطى الإثني، نُشرت باعتبارها دليلًا للمصادر الإثنوغرافية التاريخية، والتي ظهرت في عام 1973. في الوقت الذي نُشرت فيه المجلدات «أدخل مصطلح [التاريخ الإثني] ومفاهيمه بالمعنى المستخدم في الأدبيات مؤخرًا ولم يُتفق عليها تمامًا». كان المقصود من المجلدات أن تكون قائمة المصادر «التي يمكن أن تستخدم في أيدي لاحقة من أجل إنتاج تاريخ إثني مقبول مهنيًا».
بدأ عدد من مؤرخي الإثنية من منتصف إلى أواخر القرن العشرين في المكسيك في نشر العديد من النصوص الأبجدية الاستعمارية بشكل منهجي باللغات المكسيكية الأصلية، في فرع من التاريخ الإثني المعروف حاليًا باسم الفيلولوجيا الجديدة «فقه اللغة الجديدة». اعتمد ذلك على تقليد سابق للممارسين الذين كتبوا تاريخ المكسيك الذي دمج تاريخ شعوبها الأصلية بالكامل.
نشأ المجال في الولايات المتحدة من دراسة المجتمعات الهندية الأمريكية التي تطلبها لجنة المطالبات الهندية. اكتسب الموضوع توجهًا عمليًا وليس توجيهًا نظريًا فقط، إذ شهد الممارسون مع أو ضد المطالبات الهندية. استخدمت المنهجية الناشئة المصادر التاريخية الوثائقية والأساليب الإثنوغرافية. وكان من بين العلماء الذين عملوا على هذه القضايا الأمريك اللاتيني هوارد ف. كلاين، الذي كلف بالعمل على الهنود في فلوريدا وجيكاريلا أباتشي.
وصل العمل أيضًا إلى ميلانيزيا، حيث سمح الاتصال الأوروبي الأخير للباحثين بمراقبة فترة ما بعد الاتصال المبكرة مباشرةً ومعالجة الأسئلة النظرية الهامة. ناقش مايكل هاركين فكرة أن التاريخ الإثني كان جزءًا من التقارب العام بين التاريخ والأنثروبولوجيا في أواخر القرن العشرين.
نما التاريخ الإثني بشكل طبيعي بفضل الضغوط غير العلمية الخارجية، دون شخصية شاملة أو خطة واعية؛ ومع ذلك، فقد جاء لأجل إشراك القضايا المركزية ضمن التحليل الثقافي والتاريخي. يفخر علماء العرق الإثني باستخدام معارفهم الخاصة في مجموعات محددة، ورؤاهم اللغوية، وتفسيرهم للظواهر الثقافية. يزعمون أنهم حققوا تحليلًا أكثر تعمقًا مما يستطيع المؤرخ العادي القيام به استنادًا إلى المستندات المكتوبة التي تنتجها مجموعة واحدة فقط. يحاولون فهم الثقافة بشروطها ووفقًا لقانونها الثقافي. يختلف التاريخ الإثني عن المنهجيات الأخرى ذات الصلة تاريخيًا من حيث أنه يحتضن وجهات نظر عاطفية ويعتبرها أدوات للتحليل. يناسب هذا المجال وتقنياته كتابة تاريخ شعوب أمريكا الأصلية بسبب إطاره الشامل. يُعد مهمًا بشكل خاص بسبب قدرته على سد الأطر المختلفة والوصول إلى سياق أكثر استنارة من أجل تفسيرات الماضي.
أصبح تعريف الحقل أكثر دقة على مر السنين. في وقت مبكر، اختلف التاريخ الإثني عن التاريخ الصحيح من حيث أنه أضاف بعدًا جديدًا، وتحديداً «الاستخدام النقدي للمفاهيم والمواد الإثنولوجية في فحص واستخدام مواد المصادر التاريخية»، مثلما وصفها ويليام ن.فنتون. فيما بعد، وصف جيمس أكتيل التاريخ الإثني على أنه «استخدام الأساليب التاريخية والإثنولوجية من أجل اكتساب المعرفة حول طبيعة وأسباب التغيير في ثقافة محددة من خلال المفاهيم والفئات الإثنولوجية». وقد ركز آخرون هذا المفهوم الأساسي على الجهات الفاعلة التاريخية التي تم تجاهلها مسبقًا. أكد إد شيفيلين -على سبيل المثال- وجوب اتخاذ التاريخ العرقي إحساس الناس بكيفية تشكيل الأحداث بعين الاعتبار بشكل أساسي، بالإضافة إلى طرقهم في بناء الماضي الثقافي. أخيرًا، صاغ سيمونز فهمه للتاريخ العرقي باعتباره «شكلًا من أشكال السيرة الثقافية المعتمدة على أكبر عدد ممكن من أنواع الشهادات على مدى فترة زمنية تسمح بها المصادر». ووصف التاريخ الإثني بأنه مسعى يقوم على نهج كلي تعاقبي يكون أكثر فائدة عندما يمكن «ضم ذكريات وأصوات الناس الأحياء».